# Comuna de Czerniejewo
Czerniejewo (polaco: Gmina Czerniejewo) é uma gminy (comuna) na Polónia, na voivodia de Grande Polónia e no condado de Gnieźnieński. A sede do condado é a cidade de Czerniejewo.
De acordo com os censos de 2004, a comuna tem 6880 habitantes, com uma densidade 61,4 hab/km².

## Área
Estende-se por uma área de 112,01 km², incluindo:
- área agricola: 62%
- área florestal: 30%

## Demografia
Dados de 30 de Junho 2004:
|                      | Total   | Total | Mulheres | Mulheres | Homens  | Homens |
| -------------------- | ------- | ----- | -------- | -------- | ------- | ------ |
|                      | pessoas | %     | pessoas  | %        | pessoas | %      |
| População            | 6880    | 100   | 3385     | 49,2     | 3495    | 50,8   |
| Densidade (pop./km²) | 61,4    | 100   | 30,2     | 30,2     | 31,2    | 31,2   |

De acordo com dados de 2002, o rendimento médio per capita ascendia a 1274,44 zł.

## Subdivisões
- Czeluścin, Gębarzewo, Goraniec, Goranin, Graby, Kąpiel, Kosowo, Nidom, Pakszyn, Pakszynek, Pawłowo, Rakowo, Szczytniki Czerniejewskie, Żydowo.

## Comunas vizinhas
- Gniezno, Gniezno, Łubowo, Nekla, Niechanowo, Pobiedziska, Września